# Rudie Can't Fail
Pistes de London Calling
Hateful
(A.4) Spanish Bombs
(B.1)
Rudie Can't Fail est la cinquième chanson de l'album London Calling du groupe britannique The Clash. À l'image d'autres titres de l'album tels que Revolution Rock ou Police and Thieves, Rudie Can't Fail est marqué par une forte influence reggae et ska. Donald A. Guarisco d'AllMusic la décrit comme « un morceau exubérant à base de cuivres qui mélange des éléments pop et soul pour pimenter sa tonalité à prédominance reggae ».
Le texte décrit la vie des Rude Boys en Angleterre. Le titre est inspiré par les paroles de la chanson 007 (Shanty Town) de Desmond Dekker (« Rudeboys cannot fail »), et est en hommage à Ray Gange, qui a interprété le rôle d'un roadie ayant quitté son travail pour suivre les Clash en tournée dans le film de 1980 Rude Boy. Rudie Can't Fail est aussi le titre provisoire d'un deuxième film prévu pour lequel The Clash aurait fourni la bande originale.